# 茲雷切
茲雷切（斯洛維尼亞語： 發音：[ˈzɾeːtʃɛ]），是斯洛維尼亞東北部茲雷切市鎮的城鎮及行政中心。它位於德拉維尼亞河上游河谷的波霍列山區。該地區是下施蒂里亞傳統地區的一部分，現在包含在薩維尼亞統計區中。經濟以旅遊業為中心，尤其是在其附近山區的滑雪勝地羅格拉處於冬季之時；一部分人口也從事農業。其主要產業是工具製造商 Kovaska Industrija。

## 教堂
該定居點的堂區教堂是獻給聖吉爾斯，屬於天主教馬里博爾總教區。它的歷史可以追溯到14世紀，有18和19世紀擴建的小教堂。聚居地東邊山上的兩座教堂屬於同一個教區。它們是獻給聖艾格尼絲，建於1726年至1732年間，以及聖母瑪利亞，建於1769年。

## 外部連結
- Zreče on Geopedia （页面存档备份，存于）